# Bergfjord
Het Bergfjord is een fjord in Nationaal park Noordoost-Groenland in het oosten van Groenland.

## Geografie
Het fjord snijdt vanuit het westen in het eiland Store Koldewey in. Het heeft een lengte van meer dan zeven kilometer. Het fjord is oost-west georiënteerd en mondt in het westen uit in de Dove Bugt. 